# María Medem
María Medem (Sevilla, 1994) es una historietista, ilustradora y autora graduada en Bellas artes. Tras autoeditarse en fanzines, se ha consagrado en la escena del cómic española con sus primeras obras publicadas. Trabaja como ilustradora habitual en el New Yorker o el New York Times, así como trabajos para música, cartelería o en exposiciones como el CCCB.Su mayor éxito, Por culpa de una flor será publicado en inglés (Land of mirrors) en 2025.

## Estilo
Medem practica un estilo particular y fácilmente distinguible, un estilo sobrio que se enraiza en Clowes, Moebius o incluso "en autores japoneses como Katsushika Hokusai o Ikko Tanaka". Mantiene un uso del color más sensorial que descriptivo, más onírico que real; en sus propias palabras: "es mi manera de dibujar, con colores poco realistas, que son perfectos para añadir esa capa sensorial".
Utiliza también una prosa poética o un dibujo poético que se articulan juntos buscando la reflexión, o incluso la sinestesia, comunicando mediante el gesto, el color y no solo la palabra. También busca la pausa y un ritmo naturista, como en el cine de Ozu, donde con una simplificación de la forma y el color logran una "terapia cromática, una meditación sobre el movimiento y el espacio".
Entre sus temas destacan la soledad, el encuentro con los otros, la nostalgia, lo rural y lo tradicional, también por su gusto por el flamenco su arte ha sido referenciado como "lorquiano con unas pinceladas de realismo mágico".
Debido a su capacidad para representar sonidos y gestos ha trabajado para videoclips y cartelería de varios artistas, entre ellos, Perrate (Tomás, hijo de Perrate de Utrera), Hermanos Gutiérrez o Rival Consoles (en). 

## Obra
- Cénit (Apa Apa cómics, 2018). Premio Mejor Autor Revelación del Salón Internacional del Cómic de Barcelona[12]y el "I Premio ACDComic", otorgado por la Asociación de Críticos y Divulgadores de Cómic de España[13]
- Karate · Espejo silencioso (Último mono ediciones, 2018), junto con Hugo Espacio.
- Satori (Terry Bleu, 2018)
- Cedars (Fidèle Editions, 2021), con poemas de Todd F. Davis y Youmna Saba y música de Stuart Hyatt.
- Échos (Fidèle Editions, 2021)
- Por culpa de una flor (Apa Apa cómics + Blackie Books, 2023). Obra finalista en la categoría Mejor Obra de Autoría Española del Salón Internacional del Cómic de Barcelona.[14]Obra finalista a "Mejor Obra de Autoría nacional" del Salón del Cómic de Zaragoza.[15]